# Tita Delarue
Pour les articles homonymes, voir Delarue.
Tita Delarue (né Hervé Delarue le 9 juillet 1982), ancien rappeur originaire de la ville de Stains, est un producteur de musique français dont le label est TDLR MUSIC.

## Biographie

### Producteur
Avec TDLR MUSIC, il se spécialise dans la production et la distribution de films et de programmes pour la télévision. En outre, cette société, lancée en juin 2019, s'investit dans la production de spectacles, le management d'artistes et l'édition musicale sous toutes ses formes,.

### Rappeur
Parmi ses œuvres de rappeur, on compte sa collaboration avec le groupe 4Keus gang notamment à travers le titre Vida Loca, puis ses propres singles comme : Cuchi Cuchi et Marmeler. Ce dernier raconte une vengeance et les aléas de la rue pour exprimer un peu le panorama de son univers,. People est son dernier single vidéo clip. Il l'a réalisé sous la direction de Hustler Game,.